# Transnistrische Kommunistische Partei
Die Pridnestrowische bzw. Transnistrische Kommunistische Partei (kurz PKP; russisch Приднестровская коммунистическая партия / Pridnestrowskaja kommunistitscheskaja partija) ist eine kommunistische politische Partei in dem international nicht anerkannten, osteuropäischen Staat Transnistrien.

## Geschichte
Die Partei sieht sich als lokaler Nachfolger der ehemaligen Kommunistischen Partei der Sowjetunion, wurde aber erst am 20. April 2003 gegründet. Bei der ersten Wahl nach der Gründung der Partei, der transnistrischen Präsidentschaftswahl 2006, konnte die PKP mit ihrer Kandidatin Nadeschda Bondarenko 8,1 % der Stimmen erringen und war damit zweitstärkste Kraft. Bei Parlamentswahl 2010 konnte die Partei einen Sitz im Parlament für sich gewinnen. Bei der Präsidentschaftswahl 2011 trat die PKP mit Oleg Chorschan als Spitzenkandidat an und erreichte 5,1 % der Stimmen.
Die Partei wurde von Oleg Chorschan bis zu seiner Verhaftung und Inhaftierung im Jahr 2018 angeführt.
Die Partei ist Mitglied der Union der Kommunistischen Parteien der ehemaligen Sowjetunion. Sie ist eine von zwei kommunistischen Parteien Transnistriens, daneben existiert noch die Kommunistische Partei Transnistriens, die jedoch nicht zu den letzten Wahlen antrat.
Die Parteizeitung ist die Prawda Pridnestrowja.